# 元清非中國論
元清非中國論，或稱滿蒙非中國論，是一種有關中國朝代的歷史觀點，該觀點的支持者認為在中國歷史中非起源於中原地區且不是由漢族統治的元朝和清朝不屬於中國王朝，認為元清是中國的亡國時期，且當時中國是蒙元和滿清的殖民地，又認為元清擴張的疆域非中國領土。
晚清時期，部分日本學者為了解釋「中國」疆域而翻譯源自西方的詞語中國本部（英語：China Proper）。有观点认为“满蒙不属于中国论”和“元清非中国论”，是在“中国本部”一词被翻译成中文后，影响了一些中国人对自身的认定而得出的结论，受影响者包括清末革命党人的意识形态。相關觀點又認為，第二次世界大戰前，「元清非中國論」在具有學術與政治緊密結合特色的日本學術界中興起，當時有日本學者通過「清非支那」、「支那非國」及「滿蒙非支那」等理論，為日本大陆政策的實踐作鋪墊，並且為1930年代日本侵華提供倫理上的根據和政治理由，又認為中國人認同元清為正統，故中國人一樣會接受日本的統治。同時亦有部分日本學者如史学家宫崎市定和内藤湖南並未對「元清」是中国做出具體的否认，但在日本侵华战争期间則分别提出了「解毒论」和「输血论」，以正當化日军侵华的行為。當時中國史學界為了維護傳統史學體系及國家利益，對日方的相關理論作出駁斥。
現代諸如西藏流亡政府、部分漢民族主義者及日本右翼史家等則採用該理論；另一方面，被中國某些學者指責宣傳清非中國論的美國新清史派學者則試圖向其批評者澄清其學術理論並無支持元清非中國論，與二戰前主張滿蒙非中國論的具有政治陰謀的日本學者似有不同。

## 中國一詞的含義

中國歷史學博士黃興濤及美國新清史學派學者、東亞史學家歐立德（Mark C. Elliott）認為，康雍乾之後的中國，是被清帝、滿人、漢人等其他族群共同認同並加以再造過的中國。

至明朝末期，「中國」一詞已經有著約3000年的使用歷史，該詞最早是一種地域專屬名稱，專指中原地區。秦漢時將整個天子統治的疆域都稱為「中國」，後來隨著大一統思想的發展和鞏固，「中國」一詞逐漸成為正統朝代的標誌性稱呼，例如宋金對峙時期，金朝為表示正統，往往自稱「中國」。

### 清朝對「中國」的重塑
自清入主中原取代明朝以來，清政府以中華正朔自居，以「中國」稱其全部統治區域。
清順治時期的政治文書中出現了將整個清朝統治區域稱為「中國」（转写：Dulimbai Gurun）的用法。到康熙朝中期以後這種「中國」的用法已相當普遍，此後清皇室及八旗貴族認同「中國」、自稱「中國人」的情形成為一種自覺的常態，特別是在與外來「西洋人」等往來和交際的過程中總是「中國」與「西洋」、「中國人」與「西洋人」對稱，對此中國皇帝、滿漢大臣、知識份子階層乃至在華西方傳教士均是如此。
1689年，中俄兩國簽訂《尼布楚條約》，國體意義上的「中國」首次正式出現在國際法條約文件上。該條約是中國第一次與歐洲國家按照國際法原則、以對等方式談判達成的平等條約，也被指是最早明確使用「中國」一詞來指代大清帝国的國際法文件，另外，條約中的「中國」指蒙古和中國東北在內的整個清朝統治地區。
《尼布楚條約》以拉丁文、滿文和俄文為正式文本，當中拉丁文是基準。滿文本中沒有使用大清國（转写：Daicing gurun）一詞，而是使用漢語「中央之國」的直譯——Dulimbai gurun。拉丁文和滿文本條約中規定要使用拉丁文、俄文和「中文」鐫刻界碑。一面是拉丁文和俄文，另一面則有滿、漢、蒙三種文字。另外，清方所指的「中文」不是單一文字，而是包括了漢、滿、蒙三語的「複數中文」（滿語：Dulimbai gurun i bithe）。
除了在近代條約上使用「中國」，明確以現代法律形式自稱為「中國」，則是在1909年中國的第一部成文國籍法《大清國籍條例》中。該條例採用「血統主義」來確立國籍法的原則，條例中申明：
凡左列人等不論是否生於中國地方均屬中國國籍︰
1. 生而父中國人者；
2. 生於父死後而父死時為中國人者；
3. 母為中國人而父無可考或無國籍者。

條例中的「血脈」包括中國的滿、漢、 回、蒙等民族，當中提及的「中國」一詞在晚清與歐洲列强交涉過程中，擁有了現代主權國家的含義，且逐漸成為清朝身為一個主權國家對內外的名稱。
清末文明书局出版的《蒙学中国地理教科书》对中国的地理情势有如下描述：“亚洲之中，国以十数，惟我中国，版图寥阔，民庶殷繁，雄踞其东南部，盖世界著名之大国也”。而《初等小学中国地理教科书》同样将中国置于亚洲范围内加以考察：“亚细亚洲……中凡十数国，惟中国版图最广，气候适宜，民庶尤众，为四千年来文化发达、世界著名之大国。余国或为藩属，或与互市，皆环处东北西三部而分治焉”。同时期京师大学堂所编《本国中等教科地理志》则将中国与英、俄两国相比较，称中国的国土面积虽不如英、俄两国为大而位居第三，但有其独特的优越性。
現代的「中國」概念，正是來自於清朝所塑造的中國觀。中華民國成立後，其國號簡稱為「中國」，從此「中國」成為廣泛使用的具有現代國家概念的正式名稱，隨後的中華人民共和國也簡稱為「中國」。
歷史學家葛兆光認為，在對「中國」這個涉及理論和歷史領域的研究中，有三點特别值得重視 ：
1. 歷史意義上：「中國」是一個移動的「中國」，因為不僅各個王朝的分裂與統一是常有的事情，歷代王朝中央政府所控制的空間邊界更是常常變化，因此不必以現代中國的政治邊界來反觀歷史中國，也不必簡單地以歷史中國來看待現代中國。
2. 文化意義上：中國是一個相當穩定的「文化共同體」，這是作為「中國」這個「國家」的基礎，尤其漢族中國的中心區域是相對清晰和穩定的，經過「車同軌、書同文、行同倫」的文明推進之後的中國，具有文化上的同一性。至少在宋代起，中國已經漸漸形成了一個實際的而非「想像的」「共同體」。
3. 政治意義上：「中國」常常不止是被等同於「王朝」，也不是在指某一家「政府」。

## 相关研究

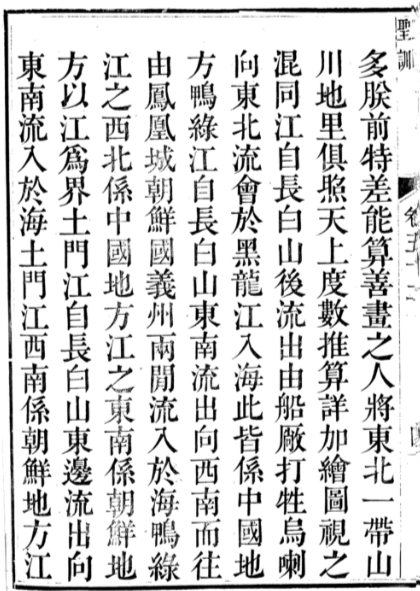
清康熙帝為測繪東北地區，特詳諭大學士哪些屬於「中國地方」，以及以甚麼為界線。

清代中葉開海禁以來，中國的有識之士在與西方接觸的過程中感覺自己對國家的認識不足，因此展開對邊疆史地的研究，產生了不少有關邊疆史地的著作，當中包括旗人松筠的《西招圖略》、《西陲總統事略》、洪亮吉的《伊犁日記》、 祁韻士的《新疆識略》、《藩部要略》、徐松的《西域水道記》、 張穆的《蒙古遊牧記》以及龔自珍《蒙古圖志》 等。那些學者形成了一個邊疆史地的學術群體。19世紀50年代以後，在列強勢力入侵和疆土被割占的形勢下，中國士大夫階層不減研究邊疆史地的熱潮，寫下大量研究邊疆史地的著作，代表作有何秋濤的《朔方備乘》、曹廷杰《東北邊防輯要》、《西伯利東偏紀要》、《東三省輿地圖說》等。於龔自珍《西域置行省議》一文中，他建議新疆地區建省，實行與中國內地一樣的政區管理，認為此舉是為「天朝中外大疆開界處」，又在《上國史館總裁提調總纂書》中建議在重修乾隆《大清一統志》時補充《西域圖志》、《平定羅刹方略》等資料。這類邊疆內地化的思想，表示了晚清士大夫階級逐步吸收了對於國家疆土的近代觀念。
鴉片戰爭前夕，一些西方地理學書籍傳入了中國東南沿海城市，受到了一批意對中國以外的世界感興趣的士大夫階級的重視。在「道、咸年間存在吸收和研究西方地理學的成果來撰寫世界地理著作的風氣，形成了一個學術圈子，該學術圈子的相關著作包括林則徐組織編譯的《四洲志》，以及魏源在《四洲志》基礎上整理、擴充的《海國圖志》和徐繼畬的《瀛環志略》。

### 國際法與領土繼承
按照國際法的一般原則處理，一個國家在國體改變和新政府成立之後，對劃定兩國邊界的條約、協定或有關條款必須繼承。如果需要進行調整，也只能在承認已經簽訂的舊約之後，通過雙方政府協商加以改變。不符合國際法一般原則且不現實的作為劃定邊界的根據有：
1. 以歷史上曾經到達過的疆域；
2. 清算帝國主義侵佔領土的舊賬，作為目前劃定邊界的根據；
3. 單純從軍事國防或民族關係考慮來重新劃界。

中華人民共和國政府在五十年代處理中緬邊界問題時，其中一項談判的基本原則就是「談判的法理依據是從清朝末年至國民政府時期簽訂的條約和其他談判資料」。

## 各方觀點

### 朝鮮
1674年，清朝滅亡南明後，日本人林鵞峰在《華夷變態》說：「崇禎登天，弘光陷虜，唐、魯才保南隅，而韃虜橫行中原，是華變於夷之態也」，此時日本已視中國為韃虜。滿清入主中國，從根本上改變了朝鮮人對東亞文化共同體之認同與忠誠。所以，他們一方面堅持明代衣冠、明代正朔、明代禮儀，一方面申斥清朝，李土甲在《燕行錄選集》中道：「大抵元氏雖入帝中國，天下猶未剃髮，今則四海之內，皆是胡服，百年陸沉，中華文物蕩然無餘，先王法服，今盡為戲子軍玩笑之具，隨意改易，皇明古制日遠而日亡，將不得複見」。17世紀中葉以後，東亞三國已分道揚鑣。
不过随着时间的推移，清朝进入康乾盛世阶段，朝鲜和日本的观感也发生了重大变化。朝鲜北學派主张积极学习中国和西方先进技术、文化，以达到强国富民的目的。在这种背景下，朝鲜知识界的有识之士纷纷加入赴清使团中，掀起向清朝学习的运动。与此同时，日本朝野對清朝康熙、乾隆兩帝相当崇敬，對康熙帝尤甚，尊之為“上國聖人”。對雍正帝亦稱為“希世仁君”。幕府第四代将军德川家纲与他以后的几代幕府将军都十分尊重中国，称其为“上国”，对中国文化非常重视。
1765年，朝鮮北學派先驅洪大容在出使清朝時體會到清朝國運的變化，他在《湛軒燕記》中寫道：「清主中國，盡有明朝舊地，西北至甘肅，西南至緬甸，東有瓦喇。船廠又其發蹟之地。而在明朝一統之外，則幅員之廣甲於歷朝。藩夷之服貢者，琉球間歲一至，安南六歲再至，暹羅三歲，蘇祿五歲，南掌十歲一至。西洋、緬甸貢獻無常期。蒙古三十八部不服者二，其三十六部選士入學，選兵入衛，通關市、婚姻，商胡貿遷無限域，馳馬交於關東，則與一統無甚異也。」
朝鮮使臣洪大容質疑「中國多災異，民心多動」的傳聞不實，故向中國友人錢塘、嚴誠和潘庭筠打聽當時清朝社會的實狀。潘庭筠回答：「並無此事。數年前回部抗逆，三年而滅。」嚴誠則說：「此時太平極盛之世。即有小丑，無聊竊發，皆即時剿滅。如有所謂馬朝柱者，叛跡雖著，然大索天下，十年不獲。今聞其人已斃伏天誅矣。至於民心，則普天之下，無不感戴，並無騷動之說，江浙尤甚。屢蒙蠲租賜復之恩故也。」洪大容感嘆：「我東（朝鮮）亦被顧卹。貢獻奏請，事事便宜」，「自康熙以來，待之迥異他藩，有請曲徇。前明時則太監用事，欽差一出，國內震撓。雖然，豈敢以此怨父母之國哉。」另一方面也體會到清朝對朝鮮的「厚往薄來」，他在與錢塘三士（潘庭筠、嚴誠、陸飛） 的交往中，感到中華文化並未因滿族入侵而有太大的變化，他評價三名中國友人「雖斷髮胡服，與滿洲無別，乃中華故家之裔也」，「非吾輩所及也」。
1882年，清朝和朝鲜签订《中朝商民水陆贸易章程》。双方一开始就确立了一个宗旨：朝鲜系中国属国，自主而非独立。朝方对此深表赞同。通过该条约，清政府再次确认朝鲜为其属邦，并在朝鲜取得领事裁判权、海关监管权等一系列权益，乃至朝鲜国王与北洋大臣被视为同级。不过章程的前言则说到：“惟此次所订水陆贸易章程，系中国优待属邦之意，不在各与国一体均沾之例”。。

### 近代中日學者的爭辯
1923年，時日本帝國大學東亞史教授矢野仁一出版了《近代支那論》一書，書中包括了〈支那無國境論〉和〈支那非國論〉兩文。他認為中國不能稱為所謂的民族國家，又宣稱滿、蒙、藏等地原本非中國領土，表示如果要維持大中國的同一性，那就根本沒有必要推翻清王朝，如果要建立民族國家，則應當放棄邊疆地區的控制，包括政治上的領屬和歷史上的敍述。矢野仁一秉持近代日本的「大陆政策」，提出「滿蒙藏非支那本來領土」的理論，認為滿洲、蒙古、西藏是中國的「邊疆地方」，宣稱「支那不等於清朝」、「支那等於支那本部」、「支那等於漢民族之領域」。將萬里長城內的十八省界定為與「滿蒙藏」分割的中國（支那）「本部」，又從日本的利益出發，將「滿洲」定義為自古以來即為「獨立於中國之外的地域，不在中國政治體系管轄的範圍之內」的領土，九一八事變發生前，該觀點經日本戰略家石原莞爾進一步闡發，其主張「滿蒙非漢民族之領土，其關係與日本更為密切」、「由日本綜合世界所有文明，給予他們憧憬的絕對和平，是我大日本的天業」:60，實質上成為了使日本軍部藉此理由對此區域展開軍事侵略、扶植「滿洲國」的成立的理論基礎所在。
近代中國史學界對日方持有相關觀點的學者作出反擊。1932年，為了對抗滿洲國得以成立之核心論述也就是矢野仁一提出的「滿蒙藏非支那本來之領土論」，中國歷史學家、前國立臺灣大學校長傅斯年出版了《東北史綱》第一卷，以支持「東北為中國所有，證明東北自古以來就是中國領土不可分割的一部分，東北諸民族自古以來就是中華民族的一員」的觀點，該書經過翻譯後連同300多件關於1871年以來日本侵略中國的歷史調查，以及外交家顧維鈞親撰的總說帖送交國際聯盟李頓調查團，同年，調查團就日本侵占滿洲發表「滿洲是中國完整的一部分，滿洲與中國的關係是恆久的，本質的」的決議，並勸告日本將滿洲歸還中國，以解決滿洲問題。1933年，矢野仁一出版《滿洲國歷史》一書，再度強調「滿蒙藏非中國本來之領土」的主張，並且以「滿蒙自古即非漢民族居住之所」、「清朝滿洲是封禁地，20世紀開始才有漢人移入（然而1792年至1820年間清朝東北關外人口就從95萬上升至247萬，當中約100萬來自關內移民）」等理據反駁傅斯年和李頓調查團的報告，再度否認「滿洲是中國的一部分」。
1941年，受到日本學者如箭內亙和矢野仁一等人研究刺激、支持《钦定满洲源流考》（在乾隆時期編撰而成的關於滿洲人歷史的書籍）傳統論述的旗人歷史學家金毓黻編寫出《東北通史》，以駁斥當時日本學者為主的體系研究和維護傳統體系，並以史料的解釋羅列，建立全面性的中國東北史，書中的引言提到：「今日有一奇異之現象，即研究東北史之重心，不在吾國，而在日本。⋯⋯以牽強附會，別有用意，入主出奴，積非成是」，當時亦有日本學者如地理學家柴三九男等對矢野的主張作出質疑。

### 現代研究及主張

#### 征服王朝
征服王朝是西方漢學家德裔美國人魏復古所提出的歷史學名詞，出自他所提出的「征服王朝學說」，首次出現於他與馮家昇合著的《中國社會史：遼》。魏復古改採支配權力者的立場思考，並且提出「征服王朝」學說。他提出論點：唐朝之後的契丹、女真、蒙古與滿洲等族，於唐末、五代、宋朝與明末時，占領中原一部分或全部領地，分別建立遼朝、金朝、元朝與清朝等朝代。這些民族一開始就選擇性的攝取漢化，並且維護自身文化。認為征服中原的北方民族並非都是被漢文化單向同化，而是與漢族互相涵化，元朝鼓勵漢人學習蒙古文化、元朝採取「草原本位政策」、清朝強迫漢人接受剃髮易服等滿洲文化。部分的北方民族在人數與文化水平方面雖居劣勢，但他們往往保全本身文化，選擇性的攝取漢化，力圖維護自身文化，並且強迫漢族遵從其本身文化。
華東師範大學教授許紀霖說，「天下」的內涵在元清兩個征服王朝下發生了變化，元清兩朝排斥以中原為尺度的夷夏之別，突出了以王朝認同為核心的疆域大一統，消解了「天下」的文化性並強化其地理性。元清與漢唐等王朝的分別，在於前者不是以宗教、文化、政治一統天下，而是文化多樣性的和諧、雙重體制的並存。
針對網絡上流行的「元朝到底能不能算中國」話題，北京大學歷史系系主任張帆認為「如果從元朝當時人的角度來看，他們絕大多數確實認為元朝能夠代表中國，是把元朝當作中國歷代王朝當中的一環」。他亦表示沒有太多的資料顯示元朝皇帝是否把自己看成前代中原王朝的繼承人，但能說他們意識到自己有雙重角色：蒙古大汗和中原皇帝。早期元朝皇帝的雙重角色比較明顯，直到蒙古帝國瓦解、各汗國與元朝越來越疏離後，「大汗」的意識越來越淡化，後來的統治者如元文宗和元順帝自身的中原皇帝角色比較明顯，他們基本上是把自身視為中原王朝的皇帝，例如在元末元朝首都大都被佔領後，元順帝一直在漠南蒙古的草原邊緣盤桓，直至去世也沒有重回祖先的領土漠北蒙古。在元朝滅亡前夕，元順帝曾經制定一個前往濟州島的避難計劃，但由於朱元璋突然北伐切斷了他的避難路線而導致計劃落空，可見元順帝已不太認同草原。北大历史系主任张帆認為，元朝是統治民族自身特色比較明顯的一個朝代，其統治集團的自我定位並不與中國歷代王朝完全相符，儘管從總體上史學界認為元朝是中國歷代王朝的一環，但不能完全從中國王朝的角度來看元朝。
留美小说家、中國異議人士余杰認為，元朝時期是蒙古殖民中國：「蒙古是殖民者，中國則是被殖民的對象……南宋的漢人被劃分成最低等級，被迫接受嚴重的種族歧視的統治。波蘭人不會把被德國佔領的時期描述成『波蘭的日耳曼王朝』，以此類比，中國人以元朝定義元帝國堪稱掩耳盜鈴之舉」。
中國民族史學家白翠琴指出，「元朝的法律虽然为蒙古、色目人规定了许多特权，但是真正利用法律到处横行不法的只是蒙古、色目贵族，而广大蒙古、色目劳动人民与汉族劳动人民一样，过着受压迫剥削的生活。贫苦的蒙古人甚至有被贩卖到异乡和海外当奴隶的，这在《通制条格》和《元典章》中也屡见不鲜……並且還發生過回回、漢人、南人典買蒙古子女為驅的現象。」
日本史學家杉山正明亦說，並未看到「被認為是排擠到最下層的南人」遭受到特別殘酷虐待的事實，而且有一般蒙古人窮途潦倒賣妻求生出賣勞動力的事例。在政治方面，他也指出現實中的元代中國就算沒有科舉，也有相當人數的漢人官僚，既有相當人數的高級官僚升至宰相以及大臣等級者也不在少數。
研究蒙元历史的日本学者舩田善之亦指出，元代許多高級官吏都由蒙古人、色目人充當，這不是四等而是「根腳（社會出身）」的反映。史料記述元朝的長官應是由蒙古人擔任，但都不能說明色目人的地位比漢人和南人高。

#### 當代日本學界
史學家內田直文和王毓雯認為日本蒙元時代史研究大致可分為三類：
1. 視蒙元出自於遼、金系統，後發展成為橫跨歐亞的蒙元帝國。
2. 視蒙元為統治中國的非漢族征服王朝。
3. 如同宋元、元明並稱一般，單純以中華王朝的交替視點，視其為專制王朝。

#### 西藏主權爭議
元朝是第一個將西藏納入管轄的外來政權（由宣政院統轄），並由清朝（設立駐藏大臣）繼承，成為中華人民共和國對西藏擁有主權的歷史依據。因此元朝和清朝的定位成為藏獨支持者與中華人民共和國爭論的焦點。传统西藏史料视元朝为蒙古而视清朝为中国，将清朝皇帝称为中国皇帝（亦称文殊皇帝）。例如1856年廓藏戰爭后签订的《藏尼条约》的序言中即写明藏人和尼泊尔人“按歷來所載，禮敬中國皇帝，如前無異”
。20世纪成立的藏人行政中央则認為中國沒有元朝和清朝，主張元朝是蒙古人建立的帝國，其統治者成吉思汗及繼任者征服了歐洲和包括中國在內的亞洲廣袤的土地。1279年，蒙古在征服了以中國南方為基地的南宋以後，整個中國就被蒙古人完全征服。今天中國宣稱元朝是中國的王朝，並據此宣稱所有蒙古征服的土地、或至少蒙古帝國的東半部因此是屬於中國的領土。藏人行政中央又指責中國共產黨「公然企圖篡改歷史，從字面上掩蓋真相，企圖合法化他們持續佔領的西藏」，聲言「歷史上並不是站在他們（中共）那一邊」。支持西藏獨立的觀點雖然承認元、清曾經擁有對西藏主權，但是不同意元清擁有主權等於中國擁有主權。
西藏流亡政府及相關人士又聲稱清朝雍正帝、乾隆帝、慈禧太后等清朝統治者曾否定自己是中國人，以及聲稱他們分別說過以下言論：
- 「朕乃夷狄之君，非中國之人」；
- 「朕以外國之君，主中國之事」；
- 「保大清不保中華」；
- 「清非中國，辮子不能去，辮子去中國不亡則大清亡」

然而上述句子被證實是編造，如聲稱雍正“朕以外國之君、主中國之事” 並不存在雍正的相關史料記載，這句話是參照《大義覺迷錄》進行的篡改。原文為“在逆賊等之意，徒謂本朝以滿洲之君，入為中國之主”，是引用反清復明人士的意見，而不是雍正本人的想法。雍正本人引述對反清人士的觀點，持批判態度。指乾隆“朕乃夷狄之君、非中華之人”這句話並不存在於清朝乾隆的史料中;而“保大清不保中國”其實並非出自慈禧太后，而是滿洲正黃旗大臣文悌上疏的內容。原話是“曾令其將忠君愛國合為一事，勿徒欲保中國而置我大清於度外，康有為亦似悔之。”，同樣的“清非中國。辮子不能去，辮子去中國不亡而大清亡。”這句聲稱慈禧所說的對話也並未出現在清朝史料的記載中。
亦有支持新疆獨立的維吾爾作家認為元清兩朝是「中國成為了殖民地」，中國人在元清兩朝是「亡國奴」。
「西藏流亡政府安全部西藏問題研究中心」於其編輯的《略論西藏與滿清關係史》一書中把元朝和清朝稱為中國「徹底亡國」的時期、中國成為「亡國奴」，又批評「中共為了達到自己不可告人的目的，逆歷史潮流而動，偷梁換柱，歪曲歷史，把西藏人和滿清之間的關係說成是什麼中國中央政府與西藏地方政府之間的關係，說什麼中央政府對西藏行使主權等謬論。」
不过，晚清光绪二十九年（1903年）由商務印書館发行的《中国通览》一书的“中国的位置与称号”和“全国之面积及人口”节中明确表示“中国位于亚细亚东部，为世界一大帝国”、“中国土地广袤，人口众多”，并将西藏视为中国域内的属部之一，称为“西藏属部”，与“蒙古属部”等并列。晚清官員、學者屠寄所著并于清宣统二年（1910年）经清朝学部审定发行的《中国地理教科书》的“中国总论”一节中将清朝中国总分为五大区：内地（京畿及十八省）、关东（三省）、西域（新疆省）、北藩（内外蒙古）、西藩（青海西藏），同时表示当时整个亚洲的独立君主国只有中国、暹罗、波斯、日本等国（其它地区则为各列强的领地或保护国等），并称“夫以世界三分之一亚细亚大洲，其中能保独立之国体者，虽有中国日本暹罗波斯等，而实有独立精神者，日本之外惟一中国耳”。
威斯康辛大學藏學博士Kohn Richard表示：「中國聲稱元朝征服西藏，而中國自然擁有西藏主權，這就好比德國曾征服了南斯拉夫及波蘭，波蘭卻因此聲稱南斯拉夫為其所屬領土一般荒謬。」中國學者王力雄認為「中國」（僅指南宋）和西藏都是蒙古征服的對象，蒙古至今還有自己的國家，蒙古民族居住在亞洲廣大區域，與中國是兩個完全不同的概念。以此主張中國對西藏擁有主權是一種「阿Q」式的邏輯。他将元朝和清朝分开看待，认为中国控制西藏的起始时间只能从18世纪的清朝算起，而不是13世纪的元朝时期。
美國華人學者徐明旭對相關言論作出反駁，他表示蒙古民族（民族）與中國（國家）是完全不同的兩個概念，一個民族分居幾國和一國內有許多民族是普遍現象。他認為蒙古民族固然不等於中國，但也不等於元朝，批評把國家與民族混為一談的觀點「荒謬」。他亦表示元朝是蒙古人聯合西藏人「壓迫」漢人而建立的國家，雖然外蒙古只有蒙古人，基本上沒有藏人和漢人，然當今中國境內的蒙古人有五百多萬，佔當今蒙古民族的絕大半數。他又認為，近代獨立的外蒙古不僅沒有資格當元朝的繼承國，也沒有資格代表蒙古民族。元朝的大部分人民（包括大部分蒙古人）和大部分領土既然都在中國，只有中國才有資格充當元朝的繼承國，對此中國古人包括推翻元朝的明朝皇帝也持有相似觀點。
除了元朝和明朝統治者外，元朝的統治及其合法性亦被當時的各族民眾及元朝遺民所承認。蒙元史學家姚大力說：「正像元末明興這樣一個『華夏重光』的歷史時代，卻沒有結束『異族統治』，歌頌『民族大義』的頌歌，反而卻有底層的漢人為蒙元『異族』殉節，元遺民的事蹟提醒我們，今日人們揮之不去的民族主義意念，不是歷史上一向就存在的東西。」。晚清经官方审定发行的《中国历史教科书》的“元之兴亡”一节将元朝或蒙古帝国称为“中华帝国”，表示“按史称太祖深沉大略，用兵如神...世祖继之，混一区宇...建数千年未有之勋，开东半球最新之局...群焉仰吾黄色人种之贵，悚然慑吾中华帝国之威，吁其盛矣...”。
徐明旭亦表示把國家與民族混為一談的觀點不見於國際法上，指出“蒙古民族”與“中國”是兩個概念，根據國際公法，民族與國家是完全不同的兩個概念，又引用比喻駁斥相關論調：「假如有人在美國聲稱：美國的愛爾蘭、猶太人等都不是美國人，只有盎格魯－撒克遜裔才是美國人，他一定會遇到麻煩，甚至被斥為種族主義者。中國像美國一樣，也是個多民族國家，有五十六個民族，為什麼漢族以外的民族就不算中國人呢？」

#### 新清史
新清史學派學者、哈佛大學漢學家及亞洲歷史教授歐立德表示，清朝乾隆帝的其中一個成就是奠定了現代中國的版圖，他亦指出正是清朝將「中國」的定義從「中原地區」轉變成「國家主權」的概念，且表示自己認同歷史學博士黃興濤的觀點：「康雍乾之後的中國，是被清帝、滿人、漢人等其他族群共同認同並加以再造過的中國」。
歐立德說，清朝在疆域方面將地理上屬於內陸亞洲的許多地區，都編入帝國的版圖，而為1912年以後的中國政權所繼承；滿洲人更將漢人傳統以長城劃分的內、外統為一體，使「中國」的概念得以重新定義。在多民族性方面，滿洲統治者標榜的「滿漢一體」或「五族一體」說，也為後來的中國政權所採用；在清朝的統治下，促使由各個不同民族所組成的「中華民族」一詞，可以與「曾經過去是清朝疆域內的人們」同義。
有報章評論員認為，二戰前日本興起的「東洋學」提出元清非中國的理論，日本戰敗後，東洋學衰落。到了90年代，西方興起新清史與内亞史，進一步挑戰「元清是中國」的理論。
一些中國學者如李治亭對新清史作出批評，他甚至稱新清史為旨在分裂中國的「新帝國主義史學」；另一方面，相關新清史學者近年來多次前往中國進行交流演講，或在網絡或報刊雜誌上撰文，說明新清史內部主張的差異，並澄清新清史實為學術理論並無政治陰謀，與二戰前日本學者主張的滿蒙非中國論不同，且並未主張清朝非中國王朝。
歐立德也對李治亭的一篇點名針對他的文章作出回應，批評一些中國學者反應過度、將史學直接簡單地等同於政治以及斷章取義。
中國人民大學清史所副教授劉文鵬說：「（新清史派）將清代歷史僅僅歸於滿族的歷史，忽視漢族的思想、文化在整個中國中的主體作用，甚至走到清朝不等於中國的極端上去，顯然也有違於歷史的真實。」然而歐立德表示：「據我所知，無論是我，柯嬌燕（Pamela Kyle Crossley）、羅友枝（Evelyn Rawski）還是濮德培（Peter C. Perdue），沒有人這麼說，恐怕這是一種誤解。」

#### 多民族帝國
上海大學教授于逢春批評“中國乃漢族國家”的觀點，反對一些西方學者站在單一民族國家的視角來研究中國歷史。歐立德和中國史學家賈寧說，清朝在意識型態方面主張「內外一家」，認為在「外部的」蒙古人、藏人等以及在「內部的」漢人都是屬於「一家」。
耶魯大學歷史學教授濮德培（Peter C. Perdue）指出，清朝官員在會見了土爾扈特蒙古領袖阿玉奇後記載土爾扈特蒙古人「不像俄國人」，認為他們像「中國（dulimba-i gurun）之人」，這裡的中國之人亦包括滿族。
曼徹斯特大學教授白蓮娜（Elena Barabantseva）亦指出，滿族統治者不論種族地將在清朝統治下的屬民稱之為「中國之人」，並且使用「中國」一詞作為整個大清帝國的代名詞，視清朝為一個多民族帝國。
日本史學家杉山正明指出中國的領土隨著時代變遷而逐漸變化且不斷擴大，最終保有了現今的廣大領域，他將中國形容為一個由各類人群在歷史演變過程中聚集在一起而形成的多元復合體，又以當今中國存在的50多個民族作證明。對於「元非中國」這一觀念則認為是對錯各半：蒙古政權接收中華領土的結果是進一步充實和擴大了中華本土，正因為如此，元代以後的明清兩代政權才保持了遼闊的版圖；另一方面，蒙古帝國作為一個聯合體，其領土遠超中華國界，橫跨了由四個屬國構成的超大區域，在13、14世紀有關蒙古和中國的關系方面，呈現出了一種「二律背反的側面」。他亦認為：元朝以前的中國歷史包括漢唐在内的本質上屬於「小中國」，到了元朝，加上此前辽金等北方民族政權的影響，中國才變成了「大中國」。在元朝以前「小中国」是常態，元朝之後「大中國」变成了常態。

### 元清統治者的觀點

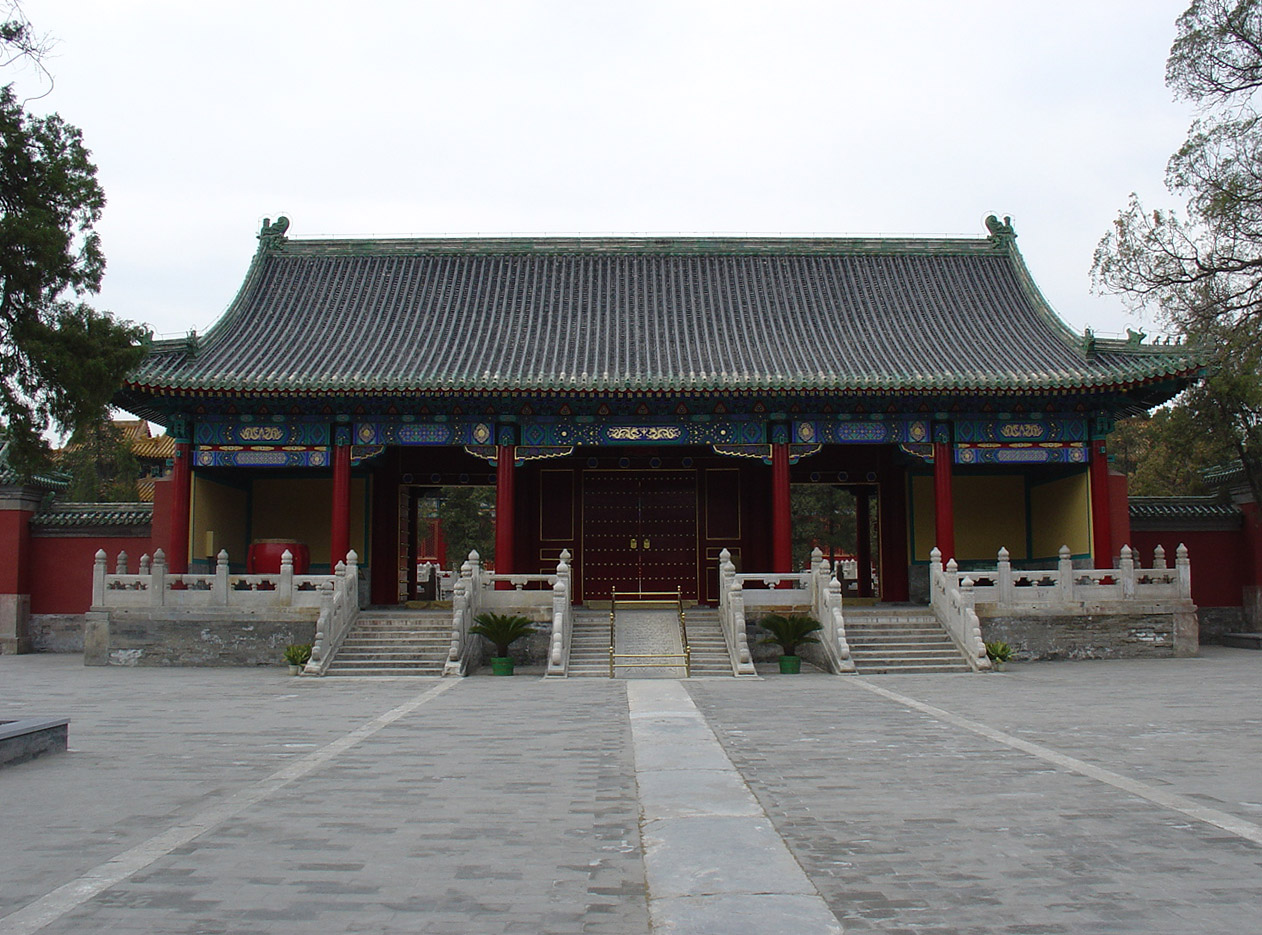
乾隆帝提出「中華統緒，絕不斷線」的觀點，在歷代帝王廟中把本來沒有涉及的朝代也選出皇帝入祀。

#### 清朝統治者的觀點

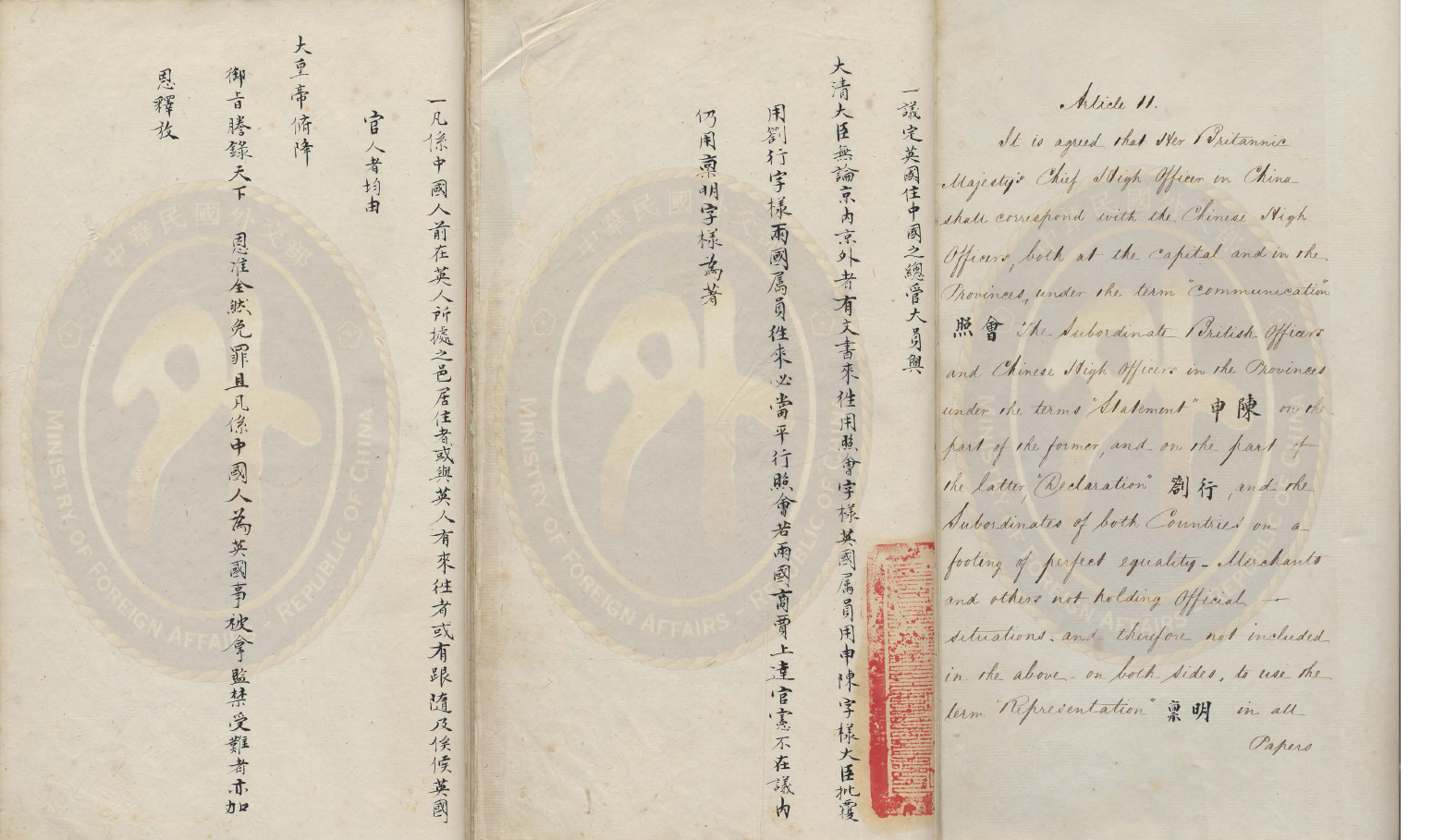
在清朝與英國簽定的《南京條約》中，「大清」與「China（中國）」以及「中國人」與「Chinese」是對應詞。

清朝雍正帝在其親自編纂的《大義覺迷錄》（後被乾隆下命全國銷毀）中表示：
「在逆賊等之意，徒謂本朝以滿洲之君，入為中國之主，妄生此疆彼界之私，遂故為訕謗詆譏之說耳。不知本朝之為滿洲，猶中國之有籍貫。舜為東夷之人，文王為西夷之人，曾何損於聖德乎？……且自古中國一統之世，幅員不能廣遠，其中有不向化者，則斥之為夷狄。如三代以上之有苗、荊楚、玁狁，即今湖南、湖北、山西之地也。在今日而目為夷狄可乎？至於漢、唐、宋全盛之時，北狄、西戎世為邊患，從未能臣服而有其地，是以有此疆彼界之分。自我朝入主中土，君臨天下，並蒙古極邊諸部落，俱歸版圖，是中國之疆土開拓廣遠，乃中國臣民之大幸，何得尚有華夷中外之分論哉！」
書中為清朝的正統地位作出辯護，表示滿洲如同籍貫，不能將之自外於中國，並且批駁華夷之辨思想，以元朝統一中國為例，提出客觀評價非漢族君主應以中國君主評論而不以夷狄視之的觀點。他也指出中國歷史上華夷的區別在於文化的區別，以及清朝的統治事實上給「中國」帶來了莫大的利益：「韓愈有言，中國而夷狄也，則夷狄之；夷狄而中國也，則中國之。⋯⋯盡人倫則謂人，滅天理則謂禽獸，非可因華夷而區別人禽也。⋯⋯歷代人君，不能使中外一統，而自作此疆彼界。⋯⋯我朝統一萬方，削平群寇，出薄海內外之人於湯火之中而登之衽席之上，是我朝之有造於中國者大矣，至矣。」他強調中外一家，否定民族間的差别和歧視，又指清朝所承之統為「堯舜以來中外一家之統」：
「我朝肇基東海之濱，統一諸國，君臨天下，所承之統，堯舜以來中外一家之統也；所用之人，大小文武，中外一家之人也；所行之政，禮樂征伐，中外一家之政也……夫滿漢名色，猶直省之各有籍貫，並非中外之分別也。」
在論及國家的大一統時，雍正帝指出：
「歷代以來，各蒙古自為雄長，亦互相戰爭。至元太祖之世，始成一統，歴前明二百餘年，我太祖皇帝開基東土，遐邇率服，而各蒙古又復望風歸順，咸稟正朔，以迄於今。是中國（中原）之一統始于秦氏，而塞外之一統始於元代，而極盛於我朝。自古中外一家，幅員極廣，未有如我朝者也。然各蒙古之所以統一者，亦皆天時人事之自然，豈人力所能強乎？」
康熙時期被現代學者稱之為「中國第一次與歐洲國家按照國際法原則、以對等方式談判達成」的平等條約《尼布楚條約》是最早明確使用「中國」一詞來指代大清帝国的國際法文件，條約滿文本中沒有使用大清國（Daicing gurun）一詞，而是使用漢語「中央之國」（Dulimbai gurun）的直譯，且清方所指的「中文」（Dulimbai gurun-i bithe）不是單一文字，而是包括了漢語、滿語、蒙古語三語的複數中文。

1711年，康熙帝為了測繪中國東北地區，特詳諭大學士哪些屬於「中國地方」和以甚麼為界線，且明確地將滿洲地區稱之為「中國地方的東北一帶」，當中的「中國」亦包含了近代意義的國界觀念：
「自古以來，繪輿圖者俱不依照天上之度數以推算地里之遠近，故差誤者多。朕前特差能算善畫之人，將東北一帶山川地裡俱照天上度數推算，詳加繪圖視之，混同江自長白山流出，由船廠打牲烏拉向東北流，會於黑龍江入海，此皆係中國地方。鴨綠江自長白山東南流出，向西南而往，由鳳凰城朝鮮國義州兩間流入於海。鴨綠江之西北系中國地方，江之東南系朝鮮地方，以江為界。土門江西南系朝鮮地方，江之東北系中國地方，亦以江為界，此處俱已明白。」
康熙十三年，由欽天監監正南懷仁刊行全國、並在乾隆朝收錄於《四庫全書》的世界地理書《坤輿圖說》裡也直接指大清國為「中國」。康熙朝晚年，由於西方國家對中國的影響日深，康熙帝作出警告：「海外如西洋等國，千百年後中國恐受其累——此朕逆料之言」。

上述表明其整個國家認同含義的「中國」概念之使用已制度化，特別是在對外自稱之時。 1767年，乾隆帝明令：
「夫對遠人頌述朝廷，或稱天朝，或稱中國，乃一定之理。」
1767年，傳教士、宮廷畫師蔣友仁奉乾隆帝之命手繪了第二幅高水準的《坤輿全圖》上同樣直接將大清國統治地區標名為「中國」。該圖的「圖說」部分經學者何國宗與錢大昕潤色後於1799年公開出版。
在康熙的遺詔中，康熙將自己接續於中國正統，並表明清朝是明朝的繼承政權，詔中除述及黃帝、舜、禹、項羽、漢高祖、諸葛亮、梁武帝、侯景、隋文帝、 隋煬帝、 陳友諒、明太祖的故事外，還引用《易·遯卦》、《尚書·洪範》中國傳統經典。在遺詔中，康熙的稱謂為「皇帝」，滿文本直接將之音译（穆麟德轉寫：hūwangdi），而非內陸歐亞傳統的「汗」（转写：han）；又表示他統治的國家是「中國」（Dulimbai gurun），統治的人民是「中國之人」。康熙的中國皇帝身份同時受到國家邊緣民族的認同，對他們而言，康熙是「中國至聖皇帝」或「統馭天下中國之主」。台灣歷史學家、國立中正大學副教授甘德星說：「遺詔乃國家權力轉移的重要文書，其所代表的意義，非一般的諭誥命令所能相比」。
乾隆帝年輕時曾作《長城說》，認為長城作為人為界線的設計構思「頗為愚蠢」，認為長城作為一條自然地理的邊界根本起不了實際作用。乾隆這種觀點有意消解長城強制隔離南北文明的族群劃分意義。在清朝應接續哪個朝代作為正統傳承線索的討論上，有大臣從族群繼承的角度揣摩乾隆帝的心思，認為「清」本稱「後金」，從族群血緣上應該接續的是「金」人的統治風格，或者從朝代上考慮應接續遼金的正統脈絡，然而乾隆帝嚴厲申斥該提議，並選擇了以漢唐宋元明一脈為「大清」應該接續的正統線索，又在《評鑒闡要》等欽定史書中反復申說其價值和意義。乾隆帝雖然擁有各種頭銜，但他首先明確自己是生活在「中原—江南」縱向主軸之內人口密度極大的漢人群體的君主，其次才是東西橫向側軸內的滿、蒙、回、藏等區域民眾的君王。
乾隆年間，俄羅斯屬土爾扈特人請求派使到西藏朝聖，並且請求派幼童數十人到藏內居住學習經典。乾隆帝回應：「……但土爾扈特，系鄂羅斯所屬，異國之人……則斷不可行。」乾隆帝拒絕土爾扈特人入藏學經的要求，主要根據在於俄羅斯屬土爾扈特人的俄羅斯人身份，而俄羅斯人為外國人，故不可以隨便進入中國。
晚清時期清廷與歐美等國所簽的中外條約如《南京條約》和《黃埔條約》中，作為整個國家名稱的「中國」或「中華」與「大清國」同時交替使用，中美第一個不平等條約「望廈條約」的漢文文本更稱清朝為「中華大清國」，結尾簽字處則註明「大合眾國欽差全權大臣駐中華顧盛」。十餘年後的中美《天津條約》也稱清朝為「中華大清國」、稱大清皇帝為「中華大皇帝」，表明了清朝統治者對「中國」或「中華」這一國家名稱的自我認同，也受到國際社會承認。另外，中英《南京條約》的英文本裡，大清皇帝的對應詞為「Emperor of China」，大清國為「Chinese Empire」。在當時的英國人看來，「大清」等同於「中國」。
戊戌變法期間，監察御史文悌向光緒皇帝呈遞一道折子，披露維新派康有為具有推翻清廷的企圖，折子裡說：「我曾極力勸說康有為，不要將忠君與愛國割裂為兩件事情，置我大清國於不顧（曾令其將忠君愛國合為一事，幸勿徒欲保中國（愛國）四萬萬人而置我大清國（忠君）於度外，康有為亦似悔之）」。傳聞戊戌政變之後，朝廷宣布康黨的罪狀，其中有一條是：「……又聞該黨建立保國會，保中國不保大清，殊堪髮指」，該言論幾經流變，演變為慈禧太后親口所言。
曾為慈禧御前女官的德齡公主在《清宮禁二年記》中記載自己曾向慈禧解釋在美國和歐洲的女士會通過繪畫、教學或其他類似的方式賺取自己的生活費，又說這是一種習慣而非恥辱。慈禧說：「此種文明，實為奇特。在我中國，父母既亡，為之子者，有撫養未嫁姊妹之天職……中國婦女，苟自出謀生，則人將傳為談助矣。」在提到康有為時，慈禧回應：「此人（康有為）實致中國紛亂之禍首，皇帝（光緒帝）未遇康氏前，於列祖列宗之遺訓，遵守惟謹，莫敢或違。惟自引進以後，遂思變政，且欲汲引耶教（基督教）於中國。」德齡在書末寫道：「余於改革一事，雖不能多所循誘太后，然仍望此生得見中國有日醒悟，以儕於世界列強之林也。」
從晚清開始，中國與外國的傳統朝貢關係開始由條約關係逐漸取代，條約是主權國家之間的約定，如何在條約中稱呼自己則體現了對自己身份的認同。在通常情況下，清朝以「中國」和「中華」代表國家，以「大清」代表政府。
1910年经清朝学部审定发行的教科书《中國歷史教科書（原名本朝史講義）》一开篇即表示：“本朝史者，中國史之一部，即全史中之最近世史。中國之建邦，遠在五千年以前，有世界最長之歷史。又有其文化為古來東洋諸國之冠。其疆域奄有東方亞細亞之什九，其興衰隆替足以牽動亞細亞列國之大勢。故中國史之範圍，實佔東洋史全體之太半”。

1912年，清政府發布《退位诏书》，宣布：「總期人民安堵，海宇乂安，仍合滿、漢、蒙、回、藏五族完全領土，為一大中華民國」，簡稱「中國」的中華民國繼承了清朝的全部領土、主權，以及自《尼布楚條約》以來，多個邊界條約規定的國界。

#### 元朝統治者的觀點
元朝皇帝忽必烈取易經「大哉乾元」之意，定國號為「大元」，並自認堯舜禹湯，秦漢隋唐的繼承者，宣稱大元為歷代中原王朝的正統繼承政權，元朝統治者在一些汉文资料中亦以歷代中原王朝的繼承者以及「中國」、「區夏」和「華夏」自居：
「上天眷命大蒙古國皇帝奉書日本國王：朕惟，自古小國之君，境土相接，尚務講信修睦。況我祖宗，受天明命，奄有區夏。遐方異域，畏威懷德者，不可悉數。……日本密邇高麗，開國以來，亦時通中國。至於朕躬，而無一乘之使，以通和好。」
「仰惟祖宗應天撫運，肇啟疆宇， 華夏一統。」
「稽列聖之洪規，講前代之定制。建元表歲，示人君萬世之傳。紀時書王，見天下一家之義。法《春秋》之正始，體大《易》之乾元。」
中國正統王朝的認同需要得到其他王朝或民族承認才能名副其實，分別記載宋、遼、金、元歷史的《宋史》、《遼史》、《金史》（元修史書）、《元史》（明修史書）被納入中國歷史的“正史”系列，是這些王朝對“中國”認同得到承認的證據。另外，元顺帝下令修成的《金史》将成吉思汗等皇帝视为中国皇帝，与汉高帝、唐太宗并列。
不过与此同时，元朝的蒙古语国号除「大元國」（中古蒙古語：「ᠳᠠᠢ
 ᠦᠨ
 ᠤᠯᠤᠰ」）外，常常会将原本的“大蒙古国”（中古蒙古語：ᠶᠡᠬᠡ
ᠮᠣᠩᠭᠣᠯ
ᠦᠯᠦᠰ）之名与汉文国号“大元”的音譯并称，形成「大元大蒙古國」（中古蒙古語：ᠳᠠᠢ
 ᠦᠨ
 ᠶᠡᠬᠡ
 ᠮᠣᠩᠭᠣᠯ
 ᠤᠯᠤᠰ）或「被稱為大元的大蒙古國」（中古蒙古語：ᠳᠠᠢ ᠦᠨ
 ᠺᠡᠮᠡᠺᠦ
 ᠶᠡᠬᠡ
 ᠮᠣᠩᠭᠣᠯ
 ᠤᠯᠤᠰ）的国号，或者如《兴元阁碑》等中那样直接称为「大蒙古国」。而且蒙古文中继续将元朝统治者称为蒙古大汗，视为原大蒙古国的延续，与汉文中的“皇帝”之称并存，对汉人称皇帝而对蒙古人称大汗。与其后的清朝统治者在满、汉语言中均以“中国”（转写：Dulimbai Gurun）称其整个帝国不同，并没有资料显示元朝统治者在蒙古文以“中国”（当时还没有ᠳᠤᠮᠳᠠᠳᠤ
ᠤᠯᠤᠰ即Dumdadu ulus一词）称其全部统治区域，而是将其仅指汉地中国。

## 民族主義想像

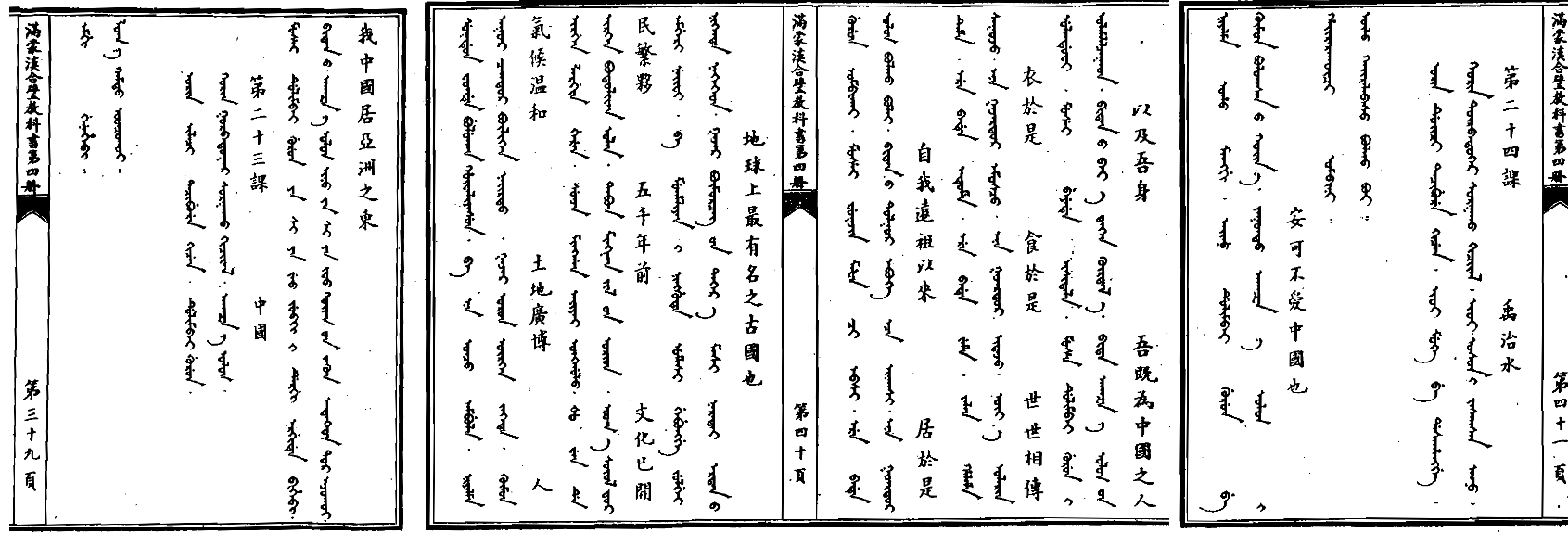
清末滿漢蒙三語教科書－－《滿蒙漢合璧教科書》的〈中國〉部分：「我中國居亞洲之東，氣候溫和，土地廣博，人民繁夥。五千年前，文化已開，地球上最有名之古國也。自我遠祖以來，居於是，衣於是，食於是，世世相傳，以及吾身。吾既為中國之人，安可不愛中國也。」

近代中外學者研究指出，元明改朝換代的性質主要是由階級矛盾引起的政治革命和社會革命，而非民族革命。日本中國史學家宮崎市定指出，作為民族革命的象徵，元明鼎革常被拿來與辛亥革命相比較，然而兩者有很大區別，後者確實具有強烈的民族革命色彩，而前者則不然。北京大學歷史學系教授劉浦江指出元末民變時士人不屑參加叛軍，叛軍也很少利用士人，元末明初不論是伊始依附張士誠的、加入朱明政權的或沒有加入任何勢力的士人，他們的政治態度都有「在不同程度上懷念元朝」的共同點。從元末明初的士人詩作中亦可見他們皆視蒙元為正統王朝，在當時的詩賦中亦可看到士人對元朝的懷念。明朝開國皇帝明太祖朱元璋就自稱「朕本農家，樂生於有元之世」，又謂「元世祖肇基朔漠，入統中華，生民賴以安靖七十餘年」；「元雖夷狄，然君主中國且將百年，朕與卿等父母皆賴其生養。元之興亡，自是氣運，於朕何預？」。朱元璋稱帝後也強調他的天下不是取自元朝手中而是得自群雄之手，並無復仇之意：「向使元君克畏天命，不自逸豫，其臣各盡乃職，罔敢驕橫，天下豪傑曷得乘隙而起？朕取天下於群雄之手，不在元氏之手。今獲其遺胤，朔漠清寧，非天之降福何以致此？《詩》曰『商之孫子，其麗不億。上帝既命，候於周服』，天命如此，其可畏哉！」。明初洪武二十二年重建的歷代帝王廟，通過嚴格的入祀標準的秦漢以後的五名帝王中，其中一名為蒙元王朝的君主元世祖，《敕建歷代帝王廟碑》記載：「正名定統，肇自三皇繼以五帝，曰三王、曰兩漢、曰唐、曰宋、曰元。受命代興，或禪或繼，功相比，德相侔」，可見明初君臣對於蒙元一朝似無惡感可言。早年提倡元明民族革命論的中國學者錢穆在晚年作出反思，他感慨道：「所謂民族大義，光復漢唐舊統，誠千載難遘一機會，而明初諸儒似無此想……（諸儒）心中筆下，並無夷夏之别……明初諸臣不忘胡元，真屬不可思議之尤矣」。
明正統十四年發生的土木之變引發社稷危機，明人的華夷正統觀開始出現轉變，主流思潮逐漸趨向強調「華夷之防」。明嘉靖以後，經過長年的明蒙衝突，明人的蒙元史觀出現轉變，為了否定元朝的正统地位，甚至有聲音主張「以明統繼宋」。劉浦江指出，明代中後期士人有關元明革命的記憶與歷史真相相去甚遠，明中後期興起私修「國史」的風氣，出現「挪用、誤解、轉化和創造歷史記憶」的行為，例如明末學者徐奮鵬說：「獨我太祖高皇帝起自宇內風煙之中，迅掃胡腥，再開天地。故宋龍門（宋濂）其功高萬古，得國之正，則所以上承唐虞三代以來之正統者，惟我明而已」。宋濂確曾歌頌朱元璋功勞蓋世，然而原文為「然挺生於南服而致一統華夷之盛，自天開地辟以來，惟皇上為然，其功高萬古，一也；元季繹騷，奮起於民間以圖自全，初無黃屋左纛之念，繼憫生民塗炭，始取土地群雄之手而安輯之，較之於古如漢高帝，其得國之正，二也。」原文中實際上並無強調「迅掃胡腥」之意。
清末以孫中山為代表的清末革命黨人提出的反清口號以及革命綱領，即是直接受到朱元璋《諭中原檄》的啟示。該篇檄文中的「驅逐胡虜，恢復中華」一語被後人賦予了鮮明的民族革命寓意和象徵意義。孫中山提出的各個版本口號宣稱如「驅除韃虜、恢復華夏」、「驅除韃虜，恢復中華，創立合眾政府」以及「驅除韃虜、恢復中華，創立民國，平均地權」都是《諭中原檄》裡「驅逐胡虜，恢復中華」的翻版。革命黨將朱元璋和洪秀全二人尊奉為歷史上的民族革命英雄，認為前者因勝利達成了「驅逐胡虜，恢復中華」的「偉大革命目標」。孫中山說：「明太祖驅除蒙古，恢復中國，民族革命已經做成。」對於以推翻滿清政權為首要目標的革命派而言，朱元璋被塑造成他們的精神偶像和精神支柱。
國立臺灣師範大學歷史學系博士生傅范維指出，《諭中原檄》中提出的「驅逐胡虜，恢復中華」號召，指的是在中國境內皆該驅逐的「效法胡虜之行」者，天下應該轉交給秉承中華文化、維持綱常禮法、護佑民生的聖人統治。《諭中原檄》中的「華夷之別」概念，並不僅限於種族區分，亦有其文化意涵。檄文中表示，欲得天下者，自應擁護中華文化的傳統，實踐「立綱陳紀，救濟斯民」之事，而天命已失的蒙元政權與元末其他勢力如張士誠、方國珍皆背離文化道統的準則，故皆不可為華夏之主。他亦提及檄文中並沒有否定元朝之統。中国社会政治研究學者萨孟武指出，《諭中原檄》雖提及「華夷之辨」，但明朝初期的官方文書卻反映出朱元璋民族意識淡薄的一面。
劍橋大學博士盧克庫珀（Luke Copper）根據本尼迪克特·安德森想像的共同體的理論，認為「中國」的概念與中國民族主義在19世紀開始流行，是中華帝國遭遇西方帝國主義後，本土與外來概念結合的結果。

## 對近現代中國的影響
由於受到反滿情緒以及近代民族國家觀念的影響，清末民初期間有中國人例如曾經東渡日本的孫中山和章太炎等革命黨人一度宣稱只有漢族所居的「十八行省」為「中國」，認為「中國歷史者，漢人之歷史也」，宣稱「越南、朝鮮二郡必當恢復者也；緬甸一司則稍次也；西藏、回部、蒙古三荒服、則任其去來也」，甚至覺得「華夷變態」、「日親滿疏」。當時有人甚至覺得為了革命成功，可以將滿蒙之地送給日本或其他國家，當中包括中華民國國父孫中山。1902年，章太炎、秦力山等在日本東京舉行支那亡國二百四十二年紀念會，242年算自南明永曆帝敗亡，章太炎對日本警長說：「余等皆中國人，非清國人。」。1913年5月，時美國駐上海總領事桑頓·懷爾德向在北京的駐華代理公使報告孫中山的一次談話：「當來訪者說，萬一發生內戰，日本突然襲擊滿洲，孫中山答稱『滿洲並非整個中國』。有人提出警告，俄羅斯屆時將完成對於蒙古的接管，孫中山指『留下的地方才是真正的中國』。」歷史學家袁偉時評論：「孫文沒有認識到，一個在野的政治領袖根本無權轉讓本國的領土；假如他認為那不是本國領土，那就更加無權說三道四了。」懷爾德評論：「這位受到哄騙的人已經把自己絕對地投入到日本人的手中了。」
部分激進的民族主義者如劉思復、熊成基、劉師培等皆幾乎完全接受從日本傳到中國的「支那本部即中國」概念（梁啟超後來把「支那本部」改為「中國本部」），並以該概念為言行之準。一些學者如柯象峰把「中國本部」當作學術分析概念和分析單位進行構建。1934年，中國歷史學家顧頡剛發文說：「我們的東鄰（日本）蓄意侵略我們，造了本部一名來稱呼我們的十八省，暗示我們邊陲之地不是原有的，我們這群傻子居然承受了他們的麻醉。」大部分學者此後放棄使用這個概念。
中國政经研究员楊芳洲認為當今中國大陸有一些漢民族主義者也在實行對内的民族主義，他們宣揚「滿蒙非中國」和「元清非中國論」，煽動排斥滿族和蒙古族。
近年來元朝和清朝是不是中國王朝成為中國學術及媒體兩界關注的一個議題，一些在網絡流行的文章甚至認為「元朝與清朝是中國歷史上最大的謊言」。復旦大學歷史學博士侯楊方表示：「很多爭論是糾纏於『中國』這一含義模糊的概念，各方採取不同變化的標準、各取所需的論據，在不同人的理解中，甚至同一人的同一文本中，『中國』的含義也各不相同。如果將『中國』理解為漢人政權，清朝當然不是『中國』；如果將『中國』嚴格定義為現代的國號，清朝當然是『中國』王朝；更何況，雖然身份多重，入關後的清朝皇帝卻始終以漢、唐、宋、明諸中原王朝的正統繼承者自居。那麼這一問題還值得爭論麼？」
最後應該指出「崖山以後無中華」主要焦點應該是「文化正統」論，而非政治論。從語言變遷、文化多元、文化影響力高低的角度看，應該還可以激盪出對「中華文化正統」與漢文化圈中的日本、朝鮮、韓國、越南（甚至有時也可以包括台灣/尤其台灣原住民與新移民族群、港澳、星馬等地）更多文化共識問題。